# العلاقات المغربية الغامبية
العلاقات المغربية الغامبية هي العلاقات الثنائية التي تجمع بين المغرب وغامبيا.

## مقارنة بين البلدين
هذه مقارنة عامة ومرجعية للدولتين:
| وجه المقارنة                                              | المغرب              | غامبيا       |
| --------------------------------------------------------- | ------------------- | ------------ |
| المساحة (كم2)                                             | 710.85 ألف          | 11.30 ألف    |
| عدد السكان (نسمة)                                         | 36.07 مليون         | 2.10 مليون   |
| الكثافة السكانية (ن./كم²)                                 | 50.74               | 185.84       |
| العاصمة                                                   | الرباط              | بانجول       |
| اللغة الرسمية                                             | العربية، الأمازيغية | الإنجليزية   |
| العملة                                                    | درهم مغربي          | دالاسي غامبي |
| الناتج المحلي الإجمالي (بليون دولار)                      | 109.14 مليار        | 1.01 مليار   |
| الناتج المحلي الإجمالي (تعادل القوة الشرائية) بليون دولار | 274.06 مليار        | 3.34 مليار   |
| الناتج المحلي الإجمالي الاسمي للفرد دولار أمريكي          | 2.88 ألف            | 471          |
| الناتج المحلي الإجمالي للفرد دولار أمريكي                 | 7.49 ألف            |              |
| مؤشر التنمية البشرية                                      | 0.628               | 0.441        |
| رمز المكالمات الدولي                                      | +212                | +220         |
| رمز الإنترنت                                              | .ma                 | .gm          |
| المنطقة الزمنية                                           | ت ع م+01:00         | 00           |

## منظمات دولية مشتركة
يشترك البلدان في عضوية مجموعة من المنظمات الدولية، منها:
| علم المنظمة | اسم المنظمة                               | تاريخ انضمام المغرب | تاريخ انضمام غامبيا |
| ----------- | ----------------------------------------- | ------------------- | ------------------- |
|             | مؤسسة التنمية الدولية                     | 29 ديسمبر 1960      | 18 أكتوبر 1967      |
|             | البنك الإفريقي للتنمية                    | ?                   | ?                   |
|             | يونسكو                                    | 7 نوفمبر 1956       | 1 أغسطس 1973        |
|             | مؤسسة التمويل الدولية                     | 30 أغسطس 1962       | 19 سبتمبر 1983      |
|             | منظمة حظر الأسلحة الكيميائية              | ?                   | ?                   |
|             | الأمم المتحدة                             | 12 نوفمبر 1956      | 21 سبتمبر 1965      |
|             | الاتحاد الدولي للاتصالات                  | 1 نوفمبر 1956       | 27 مايو 1974        |
|             | منظمة التعاون الإسلامي                    | 25 سبتمبر 1969      | ?                   |
|             | منظمة الشرطة الجنائية الدولية             | ?                   | ?                   |
|             | الاتحاد البريدي العالمي                   | ?                   | ?                   |
|             | البنك الدولي للإنشاء والتعمير             | 25 أبريل 1958       | 18 أكتوبر 1967      |
|             | المركز الدولي لتسوية المنازعات الاستشارية | 10 يونيو 1967       | 26 يناير 1975       |
|             | وكالة ضمان الاستثمار متعدد الأطراف        | 17 سبتمبر 1992      | 11 سبتمبر 1992      |
|             | الاتحاد الأفريقي                          | ?                   | ?                   |
|             | منظمة التجارة العالمية                    | 1995                | ?                   |

## تاريخ
```
* في 7 يناير 2020، قامت غامبيا بفتح قنصلية عامة لها في مدينة 
الداخلة
.
[
19
]
```

```
*الرباط دجنبر 2023
```

جدد وزير الشؤون الخارجية والتعاون الدولي والغامبيين في الخارج، مامادو تنغارا بالرباط، التأكيد على دعم جمهورية غامبيا لمغربية الصحراء.
وجدد الوزير الغامبي، خلال لقاء صحفي عقب محادثاته مع وزير الشؤون الخارجية والتعاون الإفريقي والمغاربة المقيمين بالخارج، ناصر بوريطة، التأكيد على موقف بلاده “الذي لا يعتريه أي غموض” بشأن سيادة المغرب على صحرائه.
وبعد أن ذكر بأن بلاده كانت من أوائل الدول التي افتتحت قنصلية عامة لها في الداخلة، أكد السيد تنغارا أن غامبيا وقفت دوما إلى جانب المملكة المغربية في الدفاع عن وحدتها الترابية وسيادتها على صحرائها.
ومن جانب آخر، اغتنم الوزير الغامبي هذه المناسبة للإشادة بالزخم التضامني الرائع الذي أظهره الشعب المغربي خلال زلزال الحوز.
وفي معرض حديثه عن التضامن الفعال الذي برهن عليه الشعب المغربي خلال هذه المحنة، نوه الوزير الغامبي بالتعبئة وراء جلالة الملك على كافة المستويات من أجل تقديم المساعدة للمتضررين ومواجهة تحدي إعادة الإعمار.
- في25 يناير 2024، جددت جمهورية غامبيا، بمدينة الداخلة، التأكيد على دعمها الثابت للوحدة الترابية للمملكة المغربية، ولمبادرة الحكم الذاتي كحل وحيد ذي مصداقية وواقعي لتسوية النزاع حول الصحراء المغربية.

وتم التعبير عن هذا الموقف في بيان مشترك صدر عقب أشغال الدورة الثالثة للجنة المختلطة للتعاون المغرب-غامبيا، التي ترأسها كل من وزير الشؤون الخارجية والتعاون الإفريقي والمغاربة المقيمين بالخارج، ناصر بوريطة، والوزير الغامبي للشؤون الخارجية والتعاون الدولي والغامبيين بالخارج، مامادو تانغارا.
في هذا البيان المشترك، جدد رئيس الديبلوماسية الغامبية التأكيد على دعم بلاده الثابت للوحدة الترابية للمملكة المغربية.
وبعدما ذكر بفتح قنصلية عامة لغامبيا بالداخلة في يناير 2020، جدد تانغارا التأكيد أيضا على دعم بلاده للمبادرة المغربية للحكم الذاتي التي تقدمت بها المملكة في 2007، والتي تشكل الحل الوحيد ذا مصداقية، والواقعي لتسوية هذا النزاع.
وأعرب في هذا الصدد عن الدعم القوي لجمهورية غامبيا في البحث عن حل مستدام يحافظ على الوحدة الترابية ووحدة وسيادة المملكة المغربية، تحت الرعاية الحصرية للأمم المتحدة.
جرى يوم 03 ماي 2024، الافتتاح الرسمي لسفارة المملكة المغربية في بانجول، بغامبيا، بحضور وزير الشؤون الخارجية والتعاون الإفريقي والمغاربة المقيمين بالخارج، ناصر بوريطة، ونظيره الغامبي، مامادو تانغارا، وتم افتتاح السفارة المغربية في بانجول على هامش أعمال الدورة الـ 15 لمؤتمر القمة الإسلامي، الذي ينطلق يوم 04 ماي، في مركز المؤتمرات الدولي “داودا كيرابا دياورا”، بحضور قادة الدول ورؤساء الحكومات من الدول الأعضاء في المنظمة.
تم، يوم الاثنين 01 يوليوز 2024 ببانجول، التوقيع على مذكرة تفاهم حول تعزيز التعاون بين المملكة المغربية وجمهورية غامبيا في مجال التعليم العالي، بهدف تشجيع، على الخصوص، تنقل الطلبة والباحثين وطلبة سلك الدكتوراه. وتهدف مذكرة التفاهم هذه، التي وقعها وزير التعليم العالي والبحث العلمي والابتكار، عبد اللطيف ميراوي، ووزير التعليم العالي والبحث العلمي والابتكار التكنولوجي بغامبيا، بيير غوميز، إلى تعزيز ودعم التعاون بين البلدين، لاسيما عبر تبادل الممارسات الجيدة وتقاسم تجربة المخطط الوطني لتسريع تحول منظومة التعليم العالي (2030).
وبروم هذا الاتفاق أيضا النهوض بالكفاءات من خلال تعزيز تكوين الرأسمال البشري كرافعة للتنمية المستدامة في إفريقيا، وكذا تحسين جودة التعلمات العرضانية، خاصة في المجالات المتعلقة بالكفاءات الرقمية والتمكن من تكنولوجيا المعلومات.
و في إطار  تجديد دعم مبادرة الحكم الذاتي التي تقدم بها المغرب سنة 2007، أكدت غامبيا دعمها لهذا المخطط خلال الندوة الإقليمية للجنة ال24 التابعة للأمم المتحدة،المنعقدة، يونيو 2025 بمدينة ديلي، معتبرة إياه الإطار الأكثر مصداقية و الأكثر براغماتية لتسوية  النزاع حول الصحراء.
وفي غشت سنة 2025، أكد وزير الشؤون الخارجية والتعاون الدولي والغامبيين في الخارج، سيرين مودو نجي، أن المغرب، بقيادة الملك محمد السادس، يتموقع كركيزة للاستقرار في إفريقيا، حيث اعتبر أن المملكة المغربية أصبحت ركيزة للسلام والاستقرار في القارة الإفريقية بفضل الرؤية المتبصرة للملك محمد السادس.

## وصلات خارجية
- موقع وزارة الخارجية المغربية
- موقع وزارة الخارجية الغامبية